# Асандер (босфорски краљ)
Асандер (грч. Ασανδρоς Φιλοκαισαρ Φιλορωμαιος, 110-17. п. н. е.) - првобитно босфорски гувернер бофорског понтског цара Фарнака II-77, касније цар Босфорског краљевства. 

## Биографија
Асандер, бофорски гувернер понтског краља Фарнака II, сина Митридата VI Понтског, 47. п. н. е, након његовог пораза у рату са Римом, издао га је и прогласио се архонтом, а касније и краљем Босфора. У даљим грађанским сукобима, Асандер је убио Фарнака, који је покушавао да се учврсти на Босфору. .

## Легитимизација краљевске власти
Легитимност Асандерове владавине због убиства Фарнака била је упитна и могла је изазвати неслагање у Риму. Да би ојачао свој статус, Асандер се оженио Динамидом, Фарнаковом ћерком, чиме је обезбедио сукцесију власти, подршку локалног становништва и могућност да се обрати Риму да потврди своју моћ .

## Владавина
Асандер је имао тешке односе са Римом и чак се борио са Митридатом из Пергама, штићеником Јулија Цезара на бофорском престолу. Стабилност је дошла тек под царем Октавијаном Августом. Између 27. и 17. године п. н. е. Рим је коначно признао Асандра за краља Босфора.
Као моћан владар, Асандер је на крају свог живота пао у депресију и умро у 93. години, уноривши себе глађу. После његове смрти уследило је период нестабилности, које се завршило доласком на власт његовог сина Аспурга.